# Verkeersongevallenanalyse

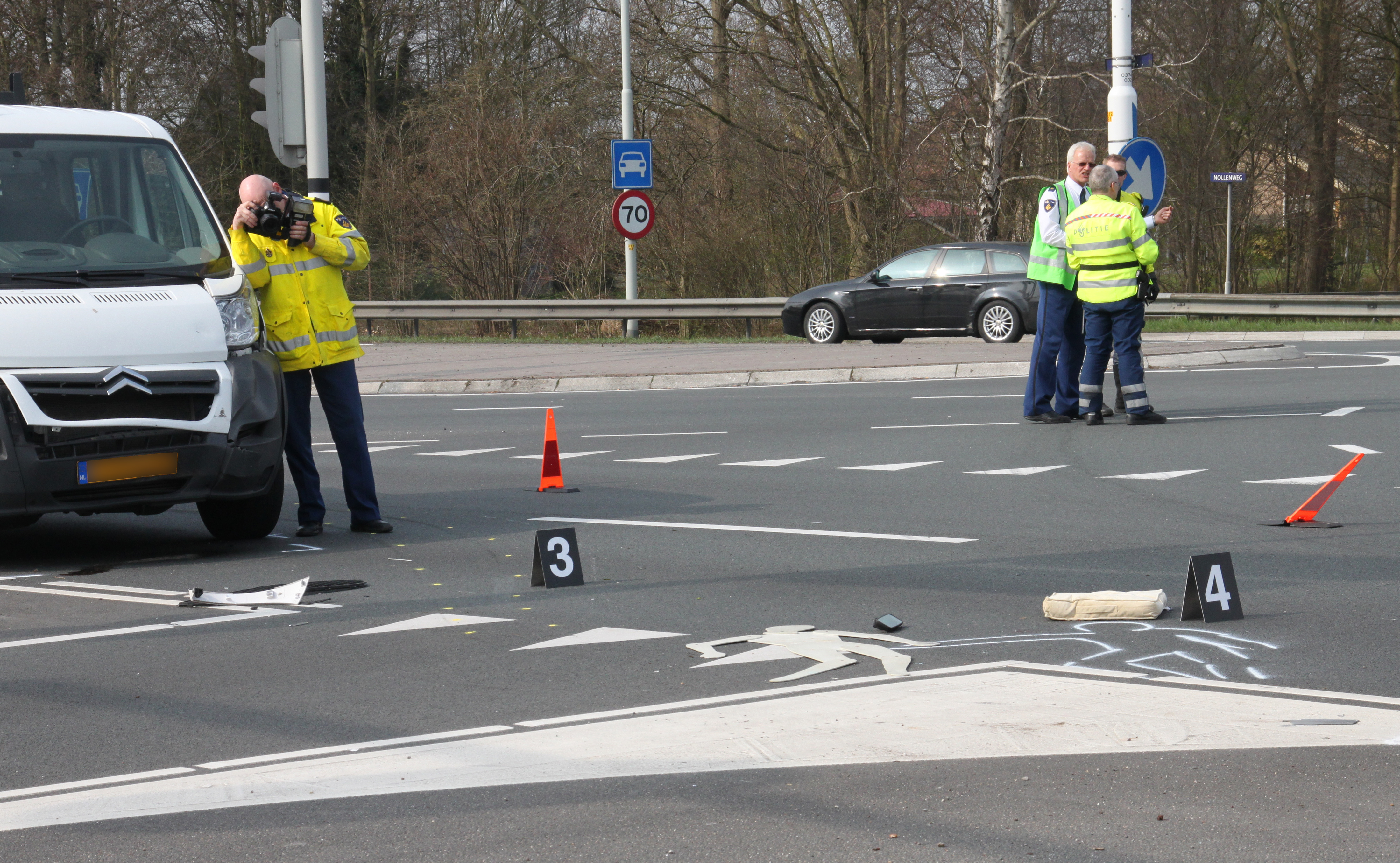
Door ongevallenanalyse oorzaken van aanrijdingen ophelderen

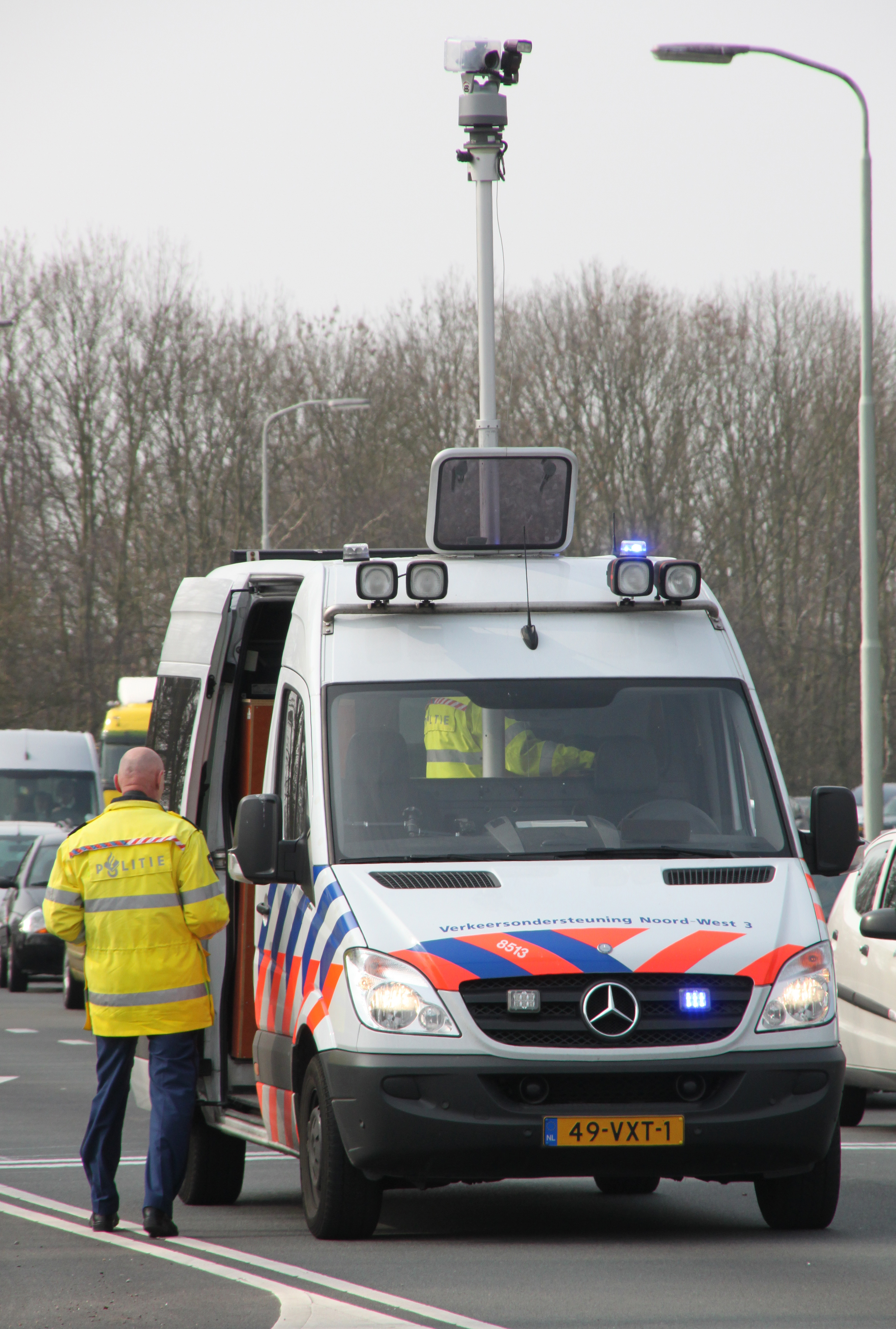
FO Verkeer maakt een overzichtsfoto na een botsing van twee voertuigen

De Forensische Opsporing Verkeer, Verkeersongevallenanalyse of VOA is een afdeling van de Nederlandse politie, en onderzoekt de oorzaak en toedracht van verkeersongevallen. Voor ongevallenanalyse heeft FO Verkeer gecertificeerde specialisten die forensisch ongevallenonderzoek uitvoeren. Zij beschikken over specifieke technische middelen om een ongeval te kunnen onderzoeken. 

## Onderzoek
Om later goed onderzoek te kunnen doen naar de oorzaak en toedracht wordt op de plaats ongeval relevante informatie vastgelegd. Het gaat hierbij onder andere om remsporen, krassporen, voertuig- en slachtofferposities. Deze worden gemarkeerd met spuitverf of krijt. De ongevalsplaats wordt daarna fotogrammetrisch vastgelegd en of ingemeten. Bij fotogrammetrie worden overzichtsfoto's van hun perspectief ontdaan (de foto wordt onthoekt) waardoor ze bemeetbaar, controleerbaar en reproduceerbaar zijn. Van de betrokken voertuigen wordt de technische staat onderzocht, de schade vastgelegd en bijvoorbeeld on-board diagnostics-informatie ingewonnen. Andere relevante zaken zijn bijvoorbeeld de stand van de versnellingspook, hoogte van de hoofdsteunen en stoelstanden. De ict-ontwikkelingen zijn ook niet aan FO Verkeer voorbijgegaan met als gevolg dat technieken als fotogrammetrie in combinatie met computer-aided design (CAD), het gebruik van tachymeters en simulatieprogramma's de kwaliteit van het onderzoek verhogen. Er zijn innovatieve ontwikkelingen om de onderzoekstijd ter plaatse te verkorten zodat wegen sneller vrijgegeven kunnen worden en verkeershinder en economische schade door files beperkt wordt. Door enkele FO Verkeer-afdelingen worden proeven met stereofotografie gedaan in samenwerking met Rijkswaterstaat en TNO.

## Organisatie
Ieder van de 10 regionale eenheden van de Nederlandse politie heeft één of meer FO Verkeer-teams en veel teams werken onderling samen. Naast de politie heeft de Koninklijke Marechaussee een eigen FO Verkeer-team. Het landelijk verkeersbijstandsteam (LVBT) van het Korps landelijke politiediensten heeft specialistische kennis en kan assisteren bij bijzondere incidenten en ongevallen.

## Geschiedenis
De Verkeersramp bij Breda op 6 november 1990 op de A16 bij Breda heeft ertoe bijgedragen om te komen tot de systematische verkeersongevallenanalyse zoals die daarna georganiseerd is. Door de complexiteit van het ongeluk - waarbij grote hoeveelheden voertuigen betrokken waren - en het gemis aan een juiste methodiek was het juridisch niet mogelijk schuldigen aan te wijzen, hetgeen voor verzekeraars juist wel nodig was. Voor de slachtoffers had dit ernstige gevolgen. Bij de politie groeide het besef dat er een methodiek ontwikkeld moest worden om ook dit soort grootschalige ongevallen op een goede manier te kunnen onderzoeken. Daartoe zag het landelijk verkeersbijstandsteam van het KLPD het licht. Er werd geïnvesteerd in methodieken die toegesneden zijn op dit soort gecompliceerde ongevallen. De vuurdoop van het Lvbt kwam in januari 1997 toen op de A9 bij Badhoevedorp 144 voertuigen op elkaar inreden. Het werk dat resulteerde in een stapel van anderhalve meter processen verbaal werd succesvol afgerond voor de officier van justitie. De inzet van automatisering middels databases, tachymeters en CAD droegen hieraan bij. Voorheen werd gebruikgemaakt van schaalmodellen van auto's die op een getekende weg geplaatst werden. Ook bij de regionale politiediensten worden deze nieuwe technische mogelijkheden anno 2008 steeds vaker toegepast. Er wordt nationaal samengewerkt via de Adviesgroep verkeersongevallenanalyse (AVOA).